# 東萊克喬治 (紐約州)
東萊克喬治（英語：East Lake George）是位於美國紐約州沃倫縣及華盛頓縣的非建制地區。

## 歷史
東萊克喬治的郵局於1854年設立，其後於1856年停運。

## 地理
東萊克喬治所處的海拔為高於海平面98米（即322英呎），而該地所採用的時區為UTC-5，即北美东部时区（EST）。同時該地設有夏令時間，為UTC-5調快一小時，即UTC-4（EDT）。